# Мілорадз
Мілорадз (пол. Miłoradz) — село в Польщі, у гміні Мілорадз Мальборського повіту Поморського воєводства.
Населення — 1018 осіб (2011).
У 1975-1998 роках село належало до Ельблонзького воєводства.

## Демографія
Демографічна структура станом на 31 березня 2011 року:
|          | Загалом | Допрацездатний вік | Працездатний вік | Постпрацездатний вік |
| -------- | ------- | ------------------ | ---------------- | -------------------- |
| Чоловіки | 518     | 105                | 374              | 39                   |
| Жінки    | 500     | 105                | 319              | 76                   |
| Разом    | 1018    | 210                | 693              | 115                  |